# Chimaira
I Chimaira sono stati un gruppo statunitense proveniente da Cleveland, Ohio. La loro musica è una miscela di metalcore e groove metal con influenze death metal e, assieme ai Lamb of God, sono tra i principali padri del cosiddetto New Wave of American Heavy Metal. Il nome della band richiama la bestia della mitologia greca Chimera, che rappresenta l'unione di diversi animali.

## Storia del gruppo
I Chimaira si formano nel 1998 con la seguente formazione: Mark Hunter alla voce, Jason Hager e Rob Arnold alle chitarre, Jim LaMarca al basso, Andols Herrick alla batteria e Chris Spicuzza alle tastiere ed elettronica. Il primo EP, This Present Darkness, venne inciso l'11 gennaio 2000 per l'etichetta East Coast Empire. L'EP ebbe un responso positivo da parte del pubblico e della critica che convinse la Roadrunner Records a metterli sotto contratto.
Nel 2001 esce Pass Out of Existence (che contiene alcuni brani della precedente release), che vede, tra l'altro, la defezione di Jason Hager sostituito da Matt DeVries. La band comincia una serie di interminabili tour assieme a band come Slayer, Fear Factory, Danzig, Machine Head e inoltre riesce ad esibirsi senza nessun gruppo da supportare, proprio una macchina da guerra destinata a non fermarsi.
Il 2003 segna l'arrivo di The Impossibility of Reason, album che segna l'evidente maturazione del gruppo; il sound diventa più aggressivo e melodico allo stesso tempo, caratteristiche facilmente accostabili al metalcore. Lo stesso cantante dice dell'album: "...è un album che accontenta un po' tutti. Più heavy o più melodico, è completo." L'album riesce a salire fino alla posizione numero 2 del Billboard's "Heatseekers" chart. Partono in tour con gli In Flames e sempre nel 2003 partecipano al famoso Ozzfest esibendosi sul second-stage.
Ulteriore conferma della qualità della band viene testimoniata dall'uscita dell'omonimo album, Chimaira, uscito nell'agosto del 2005, dove l'uso dell'elettronica rispetto ai precedenti album si riduce e si dà spazio ai pesanti riff e agli assoli di chitarra. Cambia il batterista in questo album, non più Andols Herrick (che comunque ritornerà dopo il tour di supporto al nuovo album), bensì Kevin Talley. La band viene definitivamente consacrata dall'uscita di questo nuovo album che li vede in giro per tutto il mondo, spesso nel ruolo di headliner.
Il 13 aprile 2006 annunciano la "separazione" dalla Roadrunner Records e, dopo aver firmato per Nuclear Blast e Ferret, rispettivamente per Europa e Stati Uniti d'America, pubblicano il loro quarto album Resurrection, presentando nel contempo il ritorno dietro le pelli di Andols Herrick. La title track dell'ultimo album è una forte critica nei confronti della Roadrunner Records e delle scelte che l'etichetta ha per lungo tempo effettuato a scapito della band.
Tra la fine del 2010 e la prima metà dell'anno successivo la band viene completamente rivoluzionata con l'uscita di tre dei membri fondatori. Il primo è Jim LaMarca che lascia per dedicarsi alla famiglia nel novembre 2010, il sei aprile 2011 abbandona anche il tastierista Chris Spicuzza, a causa clima negativo instauratosi all'interno del gruppo e della sfiducia verso l'industria discografica, seguito a distanza di una settimana dal batterista Andols Herrick che adduce le solite motivazioni del tastierista.
Due giorni dopo però, nel corso di una conferenza stampa la band annuncia immediatamente la nuova formazione con Emil Werstler dei Dååth al basso, sostituzione già annunciata in novembre subito dopo la dipartita di LaMarca, Sean Zatorsky sempre dei Dååth alle tastiere e Austin D'Amond dei Bleed the Sky alla batteria.
A settembre 2014, poco dopo l'uscita dal gruppo del chitarrista Emil Werstler, Mark Hunter annuncia ufficialmente lo scioglimento del gruppo.
Il 22 giugno del 2017 viene annunciato che la band si riunirà nella formazione classica (quella di The Impossibility of Reason) per un concerto all'"Agora Theatre and Ballroom" di Cleveland (Ohio) il 30 dicembre dello stesso anno.

## Formazione

### Classica
- Mark Hunter – voce (1998-2014)
- Rob Arnold – chitarra solista (1998-2011)
- Andols Herrick – batteria (1998-2003, 2006-2010)
- Jim LaMarca – basso (2000-2010)
- Chris Spicuzza – tastiere, cori, (2002-2011)
- Matt DeVries – chitarra (2002-2011)

### Ex componenti
- Andrew Ermlick – basso (1998-1999)
- Jason Genaro – batteria (1998)
- Jason Hager – chitarra solista (1998-1999) chitarra ritmica (1999-2002)
- Rob Lesniack – basso (2000)
- Ricky Evensand – batteria (2003-2004)
- Kevin Talley – batteria (2004-2006)
- Jeremy Creamer – basso (2011-2014)
- Emil Werstler – chitarra dal vivo (2009), basso (2011-2012), chitarra (2011-2014)
- Austin D'Amond – batteria (2011-2014)
- Matt Szlachta – chitarra (2011-2014)
- Sean Zatorsky – tastiere (2011-2014)

## Discografia
- 2000 – This Present Darkness EP
- 2001 – Pass Out of Existence
- 2003 – The Impossibility of Reason
- 2005 – Chimaira
- 2007 – Resurrection
- 2009 – The Infection
- 2011 – The Age of Hell
- 2013 – Crown of Phantoms

## Videografia
- 2004 – The Dehumanizing Process